# Zavod TransAkcija
Zavod Transfeministična Iniciativa TransAkcija je prva in edina trans specifična organizacija v Sloveniji, ki se v svojih programih in vsebinah ukvarja neposredno s podporo transspolnim in spolno nenormativnim osebam ter s transspolnostjo povezanimi tematikami. Zavod deluje od julija 2014 dalje, prvotno kot neformalni kolektiv, od leta 2015 pa kot nevladna organizacija – zavod. Ustanovitelja_ici sta Linn Julian Koletnik in Evan Grm.
TransAkcija je nevladna organizacija, ki dela v področjih zagovorništva za pravice transspolnih oseb v Sloveniji, psihosocialne in medvrstniške podpore transspolnim osebam, informiranja in izobraževanja o s transspolnostjo povezanih tematikah, ter splošne gradnje skupnosti LGBT+, trans* in drugih oseb spolno nenormativnih identitet in izrazov.

## Poslanstvo in temelji dela
Temelji dela organizacije so opolnomočenje transspolnih oseb tako v javnem kot zasebnem življenju, dvigovanje osveščenosti in izobraževanje javnosti o transspolnosti ter krepitev trans skupnosti v Sloveniji. Organizacija ponuja razne storitve za transspolne osebe, kot so svetovanja in medvrstniška pomoč, ima pa tudi široko raziskovalno-izobraževalno ponudbo in je do leta 2024 izvedel že tri večje raziskave potreb transspolnih oseb v slovenskem prostoru.  
Ključno poslanstvo zavoda je zagovorništvo človekovih pravic transspolnih in spolno nenormativnih oseb. Zavod je v letu 2016 izdal publikacijo Pravno priznanje spola v Sloveniji, v kateri je opozoril na neurejen pravni položaj transspolnih oseb v Sloveniji v kontekstu pravnega priznanja spola. Dve leti kasneje je zavod organiziral prvi shod za pravice transspolnih oseb v Sloveniji pod geslom "Dovolj čakanja", na katerem so opozorili, da postopki potrditve spola v Sloveniji niso ne zdravstveno ne pravno urejeni.  

## Poziv k depatologizaciji in pravno priznanje spola v Sloveniji
Leta 2021 je Zagovornik načela enakosti RS objavil Posebno poročilo o položaju transspolnih oseb v postopkih medicinske potrditve spolne identitete in pravnega priznanja spola v Sloveniji, v katerem je opozoril na pomanjkljivosti ureditve in praks zdravstvenega varstva transspolnih oseb ter neobstoj celovitega zakona o pravnem priznanju spola kot primarne potrebe transspolnih oseb v Sloveniji.   
V letu 2022 je Zavod TransAkcija javno pozval k depatologizaciji transspolnosti kot enemu glavnih prizadevanj za izboljšanje položaja človekovih pravic transspolnih oseb v Sloveniji. Poziv je sledil odločitvi Svetovne zdravstvene organizacije (WHO) iz leta 2019, da transspolnost odstrani s seznama duševnih bolezni, a v Sloveniji ta sprememba Mednarodne klasifikacije bolezni še ni implementirana. To pomeni, da je v Sloveniji za pravno priznanje spola - uskladitev spolnega označevalca na osebnih dokumentih s svojo spolno identiteto - še vedno potrebna diagnoza transseksualizma. Transspolna skupnost je tako pozvala k depatologizaciji in pravici do pravnega priznanja spola na podlagi samoopredelitve.  
Ker v področju ni prišlo do sprememb, je zavod v letu 2023 skupaj z drugimi nevladnimi organizacijami v Sloveniji ponovno pozval k pravici transspolnih oseb do samoopredelitve v okviru peticije, naslovljene na Ministrstvo za notranje zadeve in aktualnega ministra Boštjana Poklukarja.

## Slovar s transspolnostjo povezanih izrazov v slovenskem jeziku in priročnik za medijsko poročanje
V letu 2017 je v okviru zavoda nastal Priročnik za medijsko poročanje o transspolnosti, katere avtorja_ici sta Linn Julian Koletnik in Evan Grm, kot prva publikacija v slovenskem jeziku s smernicami za spolno občutljivo rabo jezika pri poročanju o s transspolnostjo povezanih tematikah. Priročnik je nastal v sodelovanju z Društvom novinarjev Slovenije in podpornimi novinarkami_ji. Zavod TransAkcija je izdal tudi Slovar z več kot 100 vnosi izrazov, povezanih s spolom, spolno identiteto in usmerjenostjo, ki omogočajo slovensko govoreči javnosti možnost srečanja z in uporabe izrazov, ki jih LGBT+ osebe uporabljajo zase, in s tem razvoj praks dobrega zavezništva.    